# Petr Hejma senior
Petr (Peter) Hejma senior (* 27. Juni 1944 in Prag, Reichsprotektorat Böhmen und Mähren) ist ein ehemaliger deutsch-tschechoslowakischer Eishockeyspieler (Stürmer), der zudem kurzzeitig auch als Trainer tätig war.

## Spielerkarriere in der ČSSR
Der Prager Petr Hejma spielte für seinen Heimatverein Sparta Prag, zeitweise auch für Dukla Jihlava und war zu seiner Zeit einer der besten Mittelstürmer der 1. Liga, der höchsten Spielklasse der Tschechoslowakei. Er war 40-facher Nationalspieler und errang bei den Olympischen Spielen 1968 mit der ČSSR die Silbermedaille.
Bei einem Gastspiel von Sparta Prag bei der Düsseldorfer EG setzte er sich von seiner Mannschaft ab und blieb in der Bundesrepublik Deutschland.

## Spielerkarriere in Deutschland
Dieses Gastspiel in Düsseldorf fand am 15. September 1968 im noch unüberdachten Eisstadion an der Brehmstraße statt. Wegen Dauerregens musste das Spiel im zweiten Drittel beim Stand von 5:2 für Prag abgebrochen werden. Hiernach setzte er sich von seiner Mannschaft ab und wollte im Westen Eishockey spielen, da er eine bessere Perspektive für sich und seine Familie sah.
Zur Zeit des Kalten Krieges war dies aber auch eine politische Angelegenheit. Der erboste tschechoslowakische Verband beantragte beim Weltverband IIHF eine 18-monatige Sperre. Obwohl Hejma schnell die deutsche Staatsbürgerschaft erhielt, musste er die gesamten eineinhalb Jahre warten, bis er wieder professionell Eishockey spielen durfte. Trotz mehrerer Vertragsangebote aus Nordamerika blieb er in Düsseldorf und durfte zur Saison 1970/1971 für die DEG in der Bundesliga antreten. Später sagte er öfters, wenn er gewusst hätte, wie quälend lang 18 Monate ohne seinen Sport sein können, hätte er seine Flucht vermutlich nicht angetreten.
Kurz nach Hejmas Flucht durfte seine Frau Marta Hejma-Luzova, ebenfalls Hochleistungssportlerin (Europameisterin im Tischtennis) ausreisen und spielte anschließend für Duisburg-Kaiserberg. 1970 wurde Sohn Petr Hejma junior geboren, der ebenfalls Eishockeyspieler wurde und eine Zeit lang für die DEG und den EHC Freiburg spielte.
In der Saison 1970/1971 wurde Hejma sofort Topscorer der Bundesliga und mit der DEG Vizemeister. Als Mitglied der gut besetzten Mannschaft der DEG, die mit Torwart Rainer Makatsch (Vater der Schauspielerin Heike Makatsch), Walter Köberle, Vladimír Vacátko und den langjährigen Fan-Idolen Otto Schneitberger und Sepp Reif einige Stars im Team hatte und vom späteren Nationaltrainer Xaver Unsinn trainiert wurde, setzte er sich spielerisch an die Spitze und zauberte wie es die Liga bisher kaum gesehen hatte. Der Erfolg ließ nicht lange auf sich warten, mit der DEG wurde der Publikumsliebling Deutscher Meister 1972.
Die weiteren Saisons verliefen erfolgreich. Bei der DEG wurde er jährlich Topscorer, 1975 unter Trainer Chuck Holdaway zum zweiten Mal Deutscher Meister. Auf der Suche nach neuen Herausforderungen wechselte er zur Saison 1976/77 zusammen mit Schneitberger, der für das Jahr darauf den Trainerjob für sein neues Team anvisierte, zum Ligakonkurrenten Krefelder EV. Auch hier wurde er Topscorer und bester Mann im Team. Da der KEV jedoch 1978 in Konkurs ging, wechselte er zusammen mit Schneitberger zurück zur DEG. Noch drei erfolgreiche Jahre spielte Hejma für die DEG, die zwar weiterhin in der Liga oben mitspielte, aber nicht mehr in den Kampf um die Meisterschaft eingreifen konnte. Seine letzte aktive Saison war die erste Spielzeit mit Play-offs und wurde noch einmal mit dem Vizemeistertitel belohnt.
Nach Karriereende arbeitete Hejma als Ingenieur bei den Düsseldorfer Stadtwerken und betreute den Nachwuchs der Düsseldorfer EG, bei dem u. a. sein Sohn mitspielte.

## Kurze Trainerkarriere
In den 80er Jahren war Hejma überwiegend für die Jugendteams tätig, zeitweise fungierte er auch als Co-Trainer des Bundesligateams. In der Saison 1989/1990, zu einer Zeit als für die DEG wieder aufwärtsging, wurde er für kurze Zeit in den Play-offs Cheftrainer des DEG Teams, da sein Vorgänger, der bei der Mannschaft ungeliebte Schwede Peter Johansson, nach einer 1:10-Niederlage gegen Aufsteiger München entlassen wurde. Somit führte er die DEG in den letzten Spielen der Saison als Trainer zum Deutschen Meistertitel 1990, dem ersten Meistertitel nach 15 Jahren.
Trotz vielfacher Anfragen von Fans und Medien hatte er kein Interesse an einer weiteren Trainertätigkeit, zog sich vom Eishockey gänzlich zurück und arbeitete nur noch für die Stadtwerke. Sein Nachfolger wurde Hans Zach.
Petr Hejma gilt im Düsseldorfer Eishockeyumfeld neben seinen damaligen Mitspielern Otto Schneitberger und Sepp Reif sowie Chris Valentine und Peter John Lee nach wie vor als einer der größten Stars der DEG und einer der sympathischsten und zugleich erfolgreichsten Spieler die je für den Verein und in der Liga gespielt haben.
Hejma ist heute im Ruhestand und lebt in Hilden.

## Karrieredaten als Spieler (Bundesliga)
- Düsseldorfer EG 1970 bis 1976 und 1978 bis 1981 (9 Saisons) - 359 Spiele - 240 Tore - 274 Assists - 514 Punkte - 261 Strafminuten
- Krefelder EV 1976 bis 1978 (2 Saisons) - 83 Spiele - 57 Tore - 68 Assists - 125 Punkte - 52 Strafminuten